# Reklame
 Der er for få eller ingen kildehenvisninger i denne artikel, hvilket er et problem. Du kan hjælpe ved at angive troværdige kilder til de påstande, som fremføres i artiklen.

 Denne artikel omhandler reklamer i medier. For forbud mod reklamer på Wikipedia, se Wikipedia:Hvad Wikipedia ikke er.
Reklame vil sige en lovprisning af et produkt eller en serviceydelse, som er bestilt og betalt af producenten eller en distributør med det formål at fremme afsætningen.

## Reklamer er pr definition subjektiv forbrugeroplysning
Det ligger heri, at der pr. definition er tale om en subjektiv fremstilling. Publikum skal helst få det indtryk af reklamen, at man gør det mest fornuftige valg ved at vælge netop den vare eller serviceydelse, som der reklameres for, og at det for en sikkerheds skyld er bedst at købe eller bestille den snarest muligt.
Af samme grund nævnes følgende hypotetiske muligheder ikke i reklamer:
- At forbrugeren eventuelt ikke har brug for produktet eller serviceydelsen
- At forbrugeren eventuelt ikke har råd
- At der eventuelt findes andre produkter på markedet, hvis pris-kvalitets-forhold er (mindst) lige så attraktive
- At der (eventuelt) snart kommer et nyt produkt eller en ny serviceydelse på markedet, der vil gøre det, der tilbydes, relativt forældet
- At der (eventuelt) er udsigt til, at priserne på det pågældende vil falde i nærmeste fremtid

Negative og/eller betænkelige forhold forbundet med varens produktion eller forbrug nævnes konsekvent ikke (potentielt vanedannende, helbredsskadelighed, fremstilling under uetiske vilkår etc.)
Et element, der medvirker til at gøre reklamer effektive er, at de ofte spiller på  modtagerens følelser i enten direkte eller indirekte forstand og ofte på subtil vis, så de rammer et dybere lag hos modtageren. Den indirekte reklame kan således siges at vokse hos modtageren, således forstået at det, man som forbruger  kan aflede fra reklame og propaganda er, at frekvensen og intensiteten af reklamerne spiller en så stor rolle i, hvor påvirkelige vi er som individer overfor reklamens ofte indirekte budskaber. Store virksomheder med stærke brands er specialister i at spille på følelserne, så selv produkter, der ellers ikke tillægges større følelsesmæssig værdi, rammer et dybere lag hos os som modtagere, som herefter lagrer sig hos modtager. 

## Hvordan fungerer reklamerne?
Hyppigt anvendes branding. Vi ved jo godt, at den virkelighed, som  fremmes i reklamer, og som de store selskaber sælger til os forbrugere,  ikke er sammenlignelig med vores egen virkelighed, men desuagtet er reklamen stadig et effektiv middel at markedsføre produkter på. Men hvad er det, der gør reklamerne så effektive ?  Handler det om, at store virksomheder er særdeles dygtige til at spille på følelserne, eller er det noget dybere, der gør reklamerne så effektive?  Det skal være forbundet med prestige at vælge det pågældende mærke, der reklameres for,  fordi det er en mærkevare. Så gør det ikke så meget, at det eventuelt koster lidt mere (evt. meget mere). 
Det er branding-reklame, der f.eks. gør sig gældende, når firmaer, der sponsorerer sport o.l. til gengæld får lov til at bruge banner-reklamer på banderne omkring sportsbaner o.l. At associere sport (alias noget ungt og noget med sundhed) med reklame er i det hele taget et meget yndet reklamevirkemiddel: Vi støtter sporten!.

## Psykologiske virkemidler
Reklamer er sjældent lodret løgnagtige. Det ville i så fald være ulovligt. I stedet benyttes reklamepsykologiske virkemidler.
De tider er for længst forbi, hvor naive reklamemottoer på blikskilte af typen "Hæng Dem ikke i bagateller. Brug Randers Reb!", "På sporet af kvalitet" eller "Det er Richs, der drik's" kunne gøre det. 
Brug af buzz-words, der er inde tiden er en integreret del af dette (lige for tiden natur).
Blandt moderne reklamepsykologiske virkemidler kan bl.a. nævnes:
- Upræcise formuleringer med lokkende klang:
  - Kun xxxx
  - Kun xxxx – Det er kun halv pris!
  - Fødselsdagsfest! Du tror det er løgn! ...
  - Du sparer xxxx
  - Skynd dig! Dette tilbud gælder kun ...
  - Lige nu har vi ...
  - Tillykke! Du er blevet udvalgt ...
  - Kun kort tid
  - Tænk, hvis du vandt!
  - Helt naturligt
  - Gør livet lidt grønnere
- Kælen smiger:
  - For dig, der har valgt ...
  - For rigtige kvinder
- Appel til drømme om at få succes og være smart og populær:
  - Vil De have succes, brug ...
  - Der er altid plads til en til ...
  - I'm lovin it!
- Autoritetstro:
  - Anbefalet af tandlæger!
  - Tilfredse forbrugere udtaler: ...
- Nostalgi/gemytlighed:
  - Den gamle fabrik
  - Mesterhakket
  - Je har et got tebu te dig
  - Peter kommer med det
  - Købes der, hvor du køber ...
- Sentimentalitet
  - En exclusiv gave
  - For en, du holder af

Og så er der her slet ikke nævnt de psykologiske associatrive virkemidler bestående i billedvalg, eventuel underlægningsmusik og indsmigrende – evt. piget fortrolige eller barnligt pjankede reklamestemmer, fingerede "interviews" med lykkelige forbrugere etc..

## En branche i vækst
I det moderne samfund findes reklamer overalt, på busser og taxaer, i aviser, ugeblade, radio, TV, internettet, husstandsomdelte tilbudsaviser og brochurer. Meget af det er af en imponerende grafisk kvalitet. Der er tydeligt, at der ofres store beløb på reklamer, når virksomheder og importører slås om at vinde markedsandele. Beløb, der naturligvis via varepriserne til syvende og sidst i reglen betales af forbrugerne selv. 
Reklameindustrien er ikke uden grund en branche i voldsom vækst (især indenfor mobiltelefoni og andre elektroniske produkter) og af anses af samme grund efterhånden også af mange for at være noget af en pestilens, ikke mindst når den tager form af spam-mail og irriterende tv-reklamer, der bryder ind i en udsendelse (eng: product placement).

## Forsvar mod reklamepåvirkninger
I Danmark har man en forbrugerombudsmandsinstitution, der uafhængigt af medier, firmaer og forbrugere kan se på disse problemer og indskærpe god adfærd. Men på grund af moderne reklames psykologiske natur, er det ikke meget, man kan stille op ad lovgivningens vej, og moralske appeller alene hjælper næppe alene, når der som her er store penge på spil.
Forbrugerrådet udgiver imidlertid et blad, Tænk, med producent- og distributøruafhængig forbrugerrådgivning.
Endelig er det jo ikke forbudt at bruge sin sunde fornuft og nære en sund skepsis over for alt, der næsten lyder for godt til at være sandt.

## Reklamer og kunst
Reklamer kan udmærket være god kunst. Et eksempel herpå er Toulouse Lautrec's plakater for Montmartres underholdningsetablissementer. En reklamekunstner fra nyere tid er Adolphe Mouron Cassandre, kendt fra bl.a den klassiske reklame: "Du beau – du bon – Dubonné". Et kendt dansk eksempel på en kunstnerisk udformet reklame er en ølreklame, hvor man ser en svedende mand på en støvet landevej, lavet af maleren Erik Henningsen. Danske kunstnere som Ib Andersen og Sikker Hansen har i nyere tid lavet reklamegrafik af gedigen kunstnerisk kvalitet. 
Mange reklamer for udstillinger og museer er udformet som dekorative reproduktioner lige til at få indrammet og hængt op, og er til salg som sådan i museernes butikker.

## Reklamer som kitsch og camp
Ældre blikskiltreklamer o.l., hvis reklamebudskaber i de fleste tilfælde ikke mere er aktuelle, er i dag højt værdsatte samlerobjekter og prydgenstande. Det er det naivt smagløse i disse reklamer, der på en omvendt måde gør disse æstetisk attraktive. Pop-art var en kunstretning i 1950'erne, der byggede på bevidst at udnytte det banale i kunstnerisk øjemed, herunder reklamens banaliteter.

## Reklamer pro et contra

### Pro
- Virksomhederne har et legitimt behov for at markedsføre deres produkter
- Reklamer er uundværligt som led i konkurrencen med andre firmaer om markedsandele
- Reklameindtægter er det økonomiske grundlag for, at mange gratis tilbud kan overleve (f.eks. gratisaviser)

### Contra
- Forbrugere har behov for reel og neutral forbrugeroplysning
- Reklamer betyder er stort resourcespild, bidrager til CO2-forureningen og affaldsproblemerne i samfundet
- De kreative talenter, der er beskæftiget med reklameproduktion kunne være udnyttet bedre i samfundets tjeneste
- Udgifterne til reklamer kunne være bedre anvendt til fordel for produkternes kvalitet

## Reklametyper
- AdWords – på hjemmesider og i mailprogrammer
- Annonce – i dag- og ugeblade og magasiner
- Badgereklame
- Bandereklame – på stadions og i sportshaller
- Bannerreklamer – på hjemmesider
- Biografreklame - Reklamer i biografen før filmen
- Reklamer i det offentlige rum – f.eks. på ydersiden (se foto) og indvendig i tog, busser, taxaer, lastbiler, stoppesteder, ventesale, stilladser, på bygninger (lysreklamer) osv. osv.
- FUD – smædekampagner mod konkurrentens produkt
- Radioreklame
- Skjult reklame – i alle typer medier
- Tv-reklame – på kommercielle tv stationer
- Viral marketing – reklame der spreder sig via sociale systemer
- Sponsoratomtale – skal give virksomheden et positivt image